# Sejad Salihović
Sejad Salihović (* 8. října 1984, Gornji Šepak, SFR Jugoslávie) je bývalý bosenský fotbalový záložník a reprezentant. Je specialistou na volné přímé kopy, má kvalitní střelu levou nohou.

## Klubová kariéra
Jeho rodina se i s ním odstěhovala kvůli hrozící válce v Bosně a Hercegovině v roce 1992 z vlasti do Berlína, kde Sejad začal s fotbalem. Nejprve hrál za lokální kluby Minerva 93 Berlin a Hertha 03 Zehlendorf, později přešel do Herthy Berlin, kde hrál v mládežnických týmech a rezervě. Později v roce 2004 se propracoval do prvního týmu.
V roce 2006 přestoupil do TSG 1899 Hoffenheim, kde hrál až do léta 2015. V červnu 2015 se dohodl na kontraktu s čínským klubem Guizhou Renhe FC.

## Reprezentační kariéra
Sejad Salihović byl členem bosenského mládežnického výběru U21. V barážovém dvojzápase kvalifikace na Mistrovství Evropy hráčů do 21 let 2007 v Nizozemsku proti České republice vstřelil oba góly svého týmu (první zápas prohra 1:2 a druhý remíza 1:1).
V bosenském reprezentačním A-mužstvu debutoval proti domácímu Řecku 13. října 2007, kde nastoupil na hřiště v 82. minutě. Bosna a Hercegovina prohrála tento kvalifikační zápas 2:3.
6. září 2013 nastoupil na domácím stadionu Bilino Polje v Zenici v kvalifikačním utkání na MS 2014 proti Slovensku, který Bosna prohrála 0:1. Šlo o první porážku bosenského týmu v tomto kvalifikačním cyklu. Nastoupil i v odvetném kvalifikačním zápase 10. září 2013 v Žilině, kde Bosna porazila Slovensko 2:1 a uchovala si naději na první místo v základní skupině G.